# Southport Football Club
El Southport Football Club es un equipo de fútbol de Inglaterra que juega en la Conference North, la sexta liga de fútbol más importante del país.

## Historia

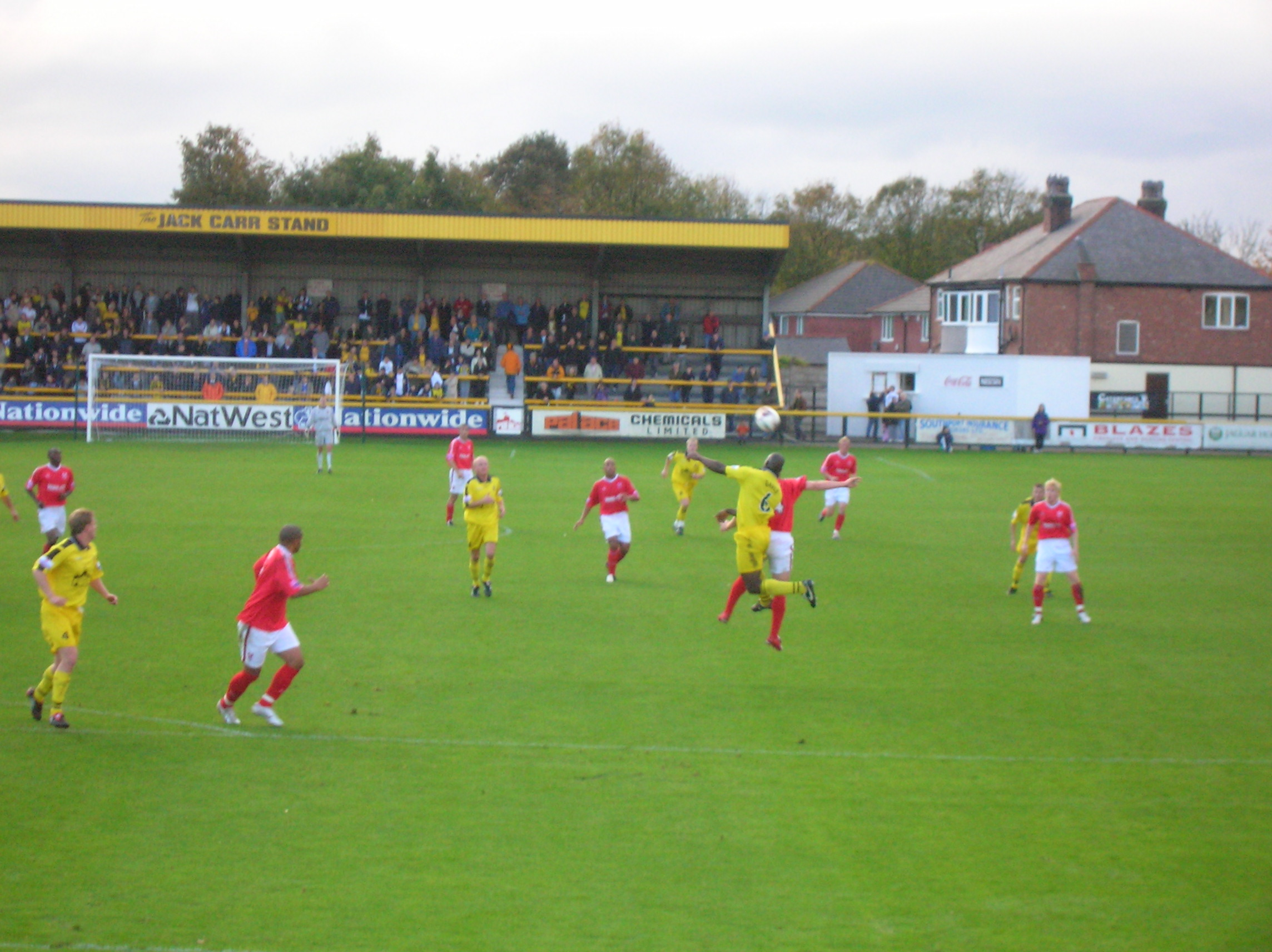
Southport (de amarillo) vs Kidderminster Harriers en el Haig Avenue, el 22 de noviembre del 2005.

Fue fundado en 12 de noviembre de 1881 en la ciudad de Southport, Merseyside, aunque el original Southport Football Club era un equipo de rugby hasta el 15 de octubre, fecha en que decidieron cambiar de deporte. 
En la temporada de 1884/85 se fusionaron con el Southport Athletic Society, mudándose al Sports Ground, en Sussex Road. En 1921 se unieron a la The Football League, convirtiéndose en uno de los equipos fundadores de la Third Division North. En 1931 se convirtieron en el primer equipo de la Third Division North en alcanzar los cuartos de final de la FA Cup, donde fueron eliminados por el Everton 1-9. Un año más tarde implantaron un récord de asistencia de 20010 aficionados que vieron el partido de la cuarta ronda ante el Newcastle United.

## Palmarés

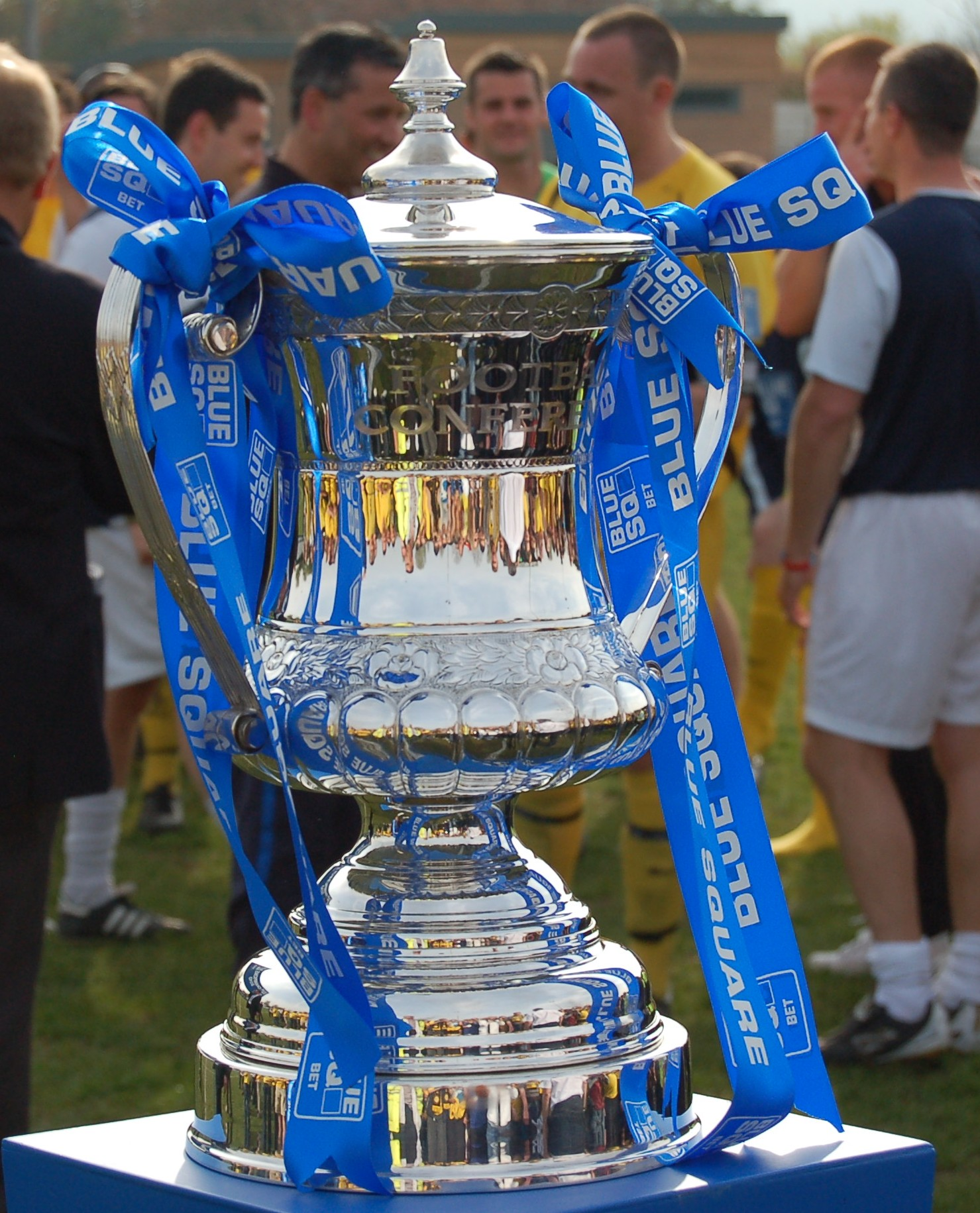
El trofeo de la Conference North ganado en la temporada 2009–10.

| Títulos                                  | No.  | Años                                                                            |      |      |      |
| Liga                                     | Liga | Liga                                                                            | Liga | Liga | Liga |
| ---------------------------------------- | ---- | ------------------------------------------------------------------------------- | ---- | ---- | ---- |
| Football League Division Four            | 1    | 1972–73                                                                         |      |      |      |
| Conference North                         | 2    | 2004–05, 2009–10                                                                |      |      |      |
| Northern Premier League                  | 1    | 1992–93                                                                         |      |      |      |
| Copas                                    |      |                                                                                 |      |      |      |
| Football League Third Division North Cup | 1    | 1937–38                                                                         |      |      |      |
| Lancashire Senior Cup                    | 1    | 1904–05                                                                         |      |      |      |
| Lancashire Junior Cup                    | 8    | 1919–20, 1992–93, 1996–97, 1997–98, 2000–01, 2005–06, 2007–08, 2009–10          |      |      |      |
| Liverpool Senior Cup                     | 11   | 1930–31, 1931–32, 1943–43, 1962–63, 1974–75, 1990–91, 1992–93, 1998–99, 2011–12 |      |      |      |
| Northern Premier League Challenge Cup    | 1    | 1990–91                                                                         |      |      |      |

## Jugadores

### Equipo 2016/2017

#### Altas y bajas 2017–18 (verano)
| Altas           | Altas     | Altas                | Altas     | Altas        |
| Jugador         | Posición  | Procedencia          | Tipo      | Costo        |
| --------------- | --------- | -------------------- | --------- | ------------ |
| Jason Gilchrist | Delantero | United of Manchester | Traspaso. | No revelado. |
| Josh Hine       | Delantero | Warrington Town      | Traspaso. | No revelado. |

| Bajas   | Bajas    | Bajas   | Bajas | Bajas |
| Jugador | Posición | Destino | Tipo  | Costo |
| ------- | -------- | ------- | ----- | ----- |